# Pakistaanse hockeyploeg (mannen)

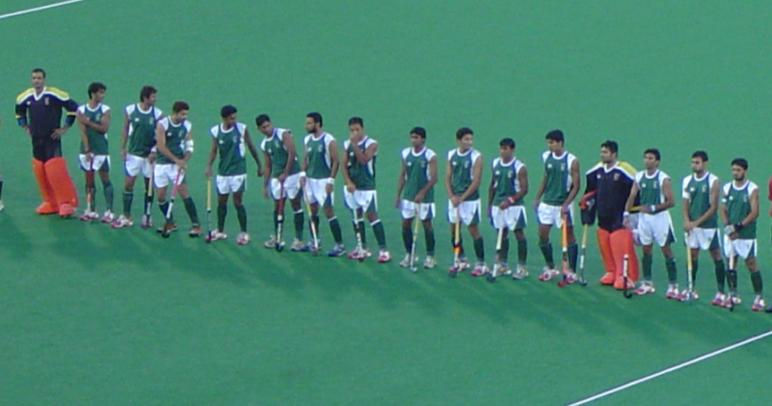
Het nationaal team op de OS 2008

De Pakistaanse hockeyploeg voor mannen is de nationale ploeg die Pakistan vertegenwoordigt tijdens interlands in het hockey. Het land is actief sinds de onafhankelijkheid in 1947. Eind jaren zeventig, begin jaren tachtig van de vorige eeuw waren de Green Shirts regelmatig de sterkste op het mondiaal niveau. Hun laatste succes behaalden ze in 1994 met het winnen van het wereldkampioenschap en de Champions Trophy. Sinds 1998 werd er echter geen mondiaal eremetaal behaald, behalve vier bronzen medailles op de Champions Trophies van 2002, 2003, 2004 en 2012.
In 2007 zou Pakistan de Champions Trophy organiseren, maar de politieke situatie in het land was dermate dat de FIH besloot om het toernooi in Maleisië te houden.
In totaal wonnen de Green Shirts drie keer de Olympische Spelen, vier keer de wereldtitel, zes keer de Champions Trophy en drie keer de Aziatische titel.

## Erelijst
| Jaar | Champions Trophy        | Aziatisch kampioenschap | Olympische Spelen   | Wereldkampioenschap        | Hockey World League Hockey Pro League |
| ---- | ----------------------- | ----------------------- | ------------------- | -------------------------- | ------------------------------------- |
| 1948 |                         |                         | 4e OS 1948 Londen   |                            |                                       |
| 1952 |                         |                         | 4e OS 1952 Helsinki |                            |                                       |
| 1956 |                         |                         | OS 1956 Melbourne   |                            |                                       |
| 1960 |                         |                         | OS 1960 Rome        |                            |                                       |
| 1964 |                         |                         | OS 1964 Tokio       |                            |                                       |
| 1968 |                         |                         | OS 1968 Mexico-Stad |                            |                                       |
| 1970 |                         |                         |                     |                            |                                       |
| 1971 |                         |                         |                     | WK 1971 Barcelona          |                                       |
| 1972 |                         |                         | OS 1972 München     |                            |                                       |
| 1973 |                         |                         |                     | 4e WK 1973 Amstelveen      |                                       |
| 1974 |                         |                         |                     |                            |                                       |
| 1975 |                         |                         |                     | WK 1975 Kuala Lumpur       |                                       |
| 1976 |                         |                         | OS 1976 Montreal    |                            |                                       |
| 1978 | CT 1978 Lahore          |                         |                     | WK 1978 Buenos Aires       |                                       |
| 1980 | CT 1980 Karachi         |                         | geen deelname       |                            |                                       |
| 1981 | 4e CT 1981 Karachi      |                         |                     |                            |                                       |
| 1982 | 4e CT 1982 Amstelveen   | AK 1982 Karachi         |                     | WK 1982 Bombay             |                                       |
| 1983 | CT 1983 Karachi         |                         |                     |                            |                                       |
| 1984 | CT 1984 Karachi         |                         | OS 1984 Los Angeles |                            |                                       |
| 1985 | 4e CT 1985 Perth        | AK 1985 Dhaka           |                     |                            |                                       |
| 1986 | CT 1986 Karachi         |                         |                     | 11e WK 1986 Londen         |                                       |
| 1987 | 7e CT 1987 Amstelveen   |                         |                     |                            |                                       |
| 1988 | CT 1988 Lahore          |                         | 5e OS 1988 Seoel    |                            |                                       |
| 1989 | 4e CT 1989 West-Berlijn | AK 1989 New Delhi       |                     |                            |                                       |
| 1990 | 4e CT 1990 Melbourne    |                         |                     | WK 1990 Lahore             |                                       |
| 1991 | CT 1991 Berlijn         |                         |                     |                            |                                       |
| 1992 | CT 1992 Karachi         |                         | OS 1992 Barcelona   |                            |                                       |
| 1993 | 4e CT 1993 Kuala Lumpur | AK 1993 Hiroshima       |                     |                            |                                       |
| 1994 | CT 1994 Lahore          |                         |                     | WK 1994 Sydney             |                                       |
| 1995 | CT 1995 Berlijn         |                         |                     |                            |                                       |
| 1996 | CT 1996 Madras          |                         | 6e OS 1996 Atlanta  |                            |                                       |
| 1997 | 5e CT 1997 Adelaide     |                         |                     |                            |                                       |
| 1998 | CT 1998 Lahore          |                         |                     | 5e WK 1998 Utrecht         |                                       |
| 1999 | 6e CT 1999 Brisbane     | AK 1999 Kuala Lumpur    |                     |                            |                                       |
| 2000 | geen deelname           |                         | 4e OS 2000 Sydney   |                            |                                       |
| 2001 | 4e CT 2001 Rotterdam    |                         |                     |                            |                                       |
| 2002 | CT 2002 Keulen          |                         |                     | 5e WK 2002 Kuala Lumpur    |                                       |
| 2003 | CT 2003 Amstelveen      | AK 2003 Kuala Lumpur    |                     |                            |                                       |
| 2004 | CT 2004 Lahore          |                         | 5e OS 2004 Athene   |                            |                                       |
| 2005 | 5e CT 2005 Chennai      |                         |                     |                            |                                       |
| 2006 | 5e CT 2006 Barcelona    |                         |                     | 6e WK 2006 Mönchengladbach |                                       |
| 2007 | 7e CT 2007 Kuala Lumpur | 6e AK 2007 Chennai      |                     |                            |                                       |
| 2008 | geen deelname           |                         | 8e OS 2008 Peking   |                            |                                       |
| 2009 | geen deelname           | AK 2009 Kuantan         |                     |                            |                                       |
| 2010 | geen deelname           |                         |                     | 12e WK 2010 Mumbai         |                                       |
| 2011 | 7e CT 2011 Auckland     |                         |                     |                            |                                       |
| 2012 | CT 2012 Melbourne       |                         | 7e OS 2012 Londen   |                            |                                       |
| 2013 |                         | AK 2013 Ipoh            |                     |                            | 13e HWL 2012-13                       |
| 2014 | CT 2014 Bhubaneswar     |                         |                     | geen deelname              |                                       |
| 2015 |                         |                         |                     |                            | 15e HWL 2014-15                       |
| 2016 | geen deelname           |                         | geen deelname       |                            |                                       |
| 2017 |                         | AK 2017 Dhaka           |                     |                            | 14e HWL 2016-17                       |
| 2018 | 6e CT 2018 Breda        |                         |                     | 12e WK 2018 Bhubaneswar    |                                       |
| 2019 |                         |                         |                     |                            | geen deelname                         |
| 2021 |                         |                         | geen deelname       |                            | geen deelname                         |
| 2022 |                         | 5e AZ 2022 Jakarta      |                     |                            | geen deelname                         |
| 2023 |                         |                         |                     | geen deelname              | geen deelname                         |
| 2024 |                         |                         | geen deelname       |                            | geen deelname                         |

## Bekende spelers
- Shahbaz Ahmed
- Sohail Abbas
- Hassan Sardar
- Samiullah Khan
- Kaleemullah Khan
- Manzoor Hussain
- Mansoor Ahmed
- Shahid Ali Khan
- Waseem Ahmad
- Shahnaz Sheikh
- Mohammed Saqlain